# Jonathan Aris
Jonathan Aris, född 24 januari 1971, är en brittisk skådespelare. 
Aris har bland annat medverkat i TV-serierna I famnen på en mördare och Konspirationen. Han har även medverkat i filmen Vivarium.

## Filmografi (i urval)
- 2019 – Marie Curie: Pionjär. Geni. Rebell.
- 2019 – Vivarium
- 2021 – En brittisk skandal (TV-serie)
- 2023 – I famnen på en mördare (TV-serie)
- 2024 – Konspirationen (TV-serie)
- 2024 – Here